# Park Narodowy Mount Barney
Mount Barney (ang. Mount Barney National Park) – park narodowy na terenie pasma górskiego McPherson Range, położony w stanie Queensland w Australii, około 100 km na południowy wschód od miasta Brisbane.
Park jest częścią rezerwatu Gondwana Rainforests of Australia, wpisanego na listę światowego dziedzictwa UNESCO.